# Marie Bergmann
Marie Bergmann (* um 1819 in Dresden als Marianne Karoline Hofmann; † 23. März 1878 in Berlin) war eine deutsche Theaterschauspielerin.

## Leben
Bergmann, Schülerin von Ludwig Tieck, betrat am Hoftheater ihrer Vaterstadt zum ersten Mal die Bühne. Dort, wie später an verschiedenen ersten Bühnen Deutschlands, wirkte sie mit Glück im Fach erster Liebhaberinnen und Heldinnen.
Verheiratet war sie mit dem Schauspieler Emanuel Bergmann, ihre Kinder Julie Bergmann und Max Bergmann wurden ebenfalls Schauspieler.